# Who Can I Be Now? (canción)
"Who Can I Be Now?" es una canción escrita por el músico británico David Bowie. Fue grabada en agosto de 1974 para el álbum de 1975, Young Americans. Sin embargo, fue descartada junto con otras dos canciones para dar espacio al sencillo exitoso "Fame" y al cover de the Beatles, "Across the Universe".

## Grabación y lanzamiento
"Who Can I Be Now?" fue una de las siete canciones en The Gouster, la iteración original de Young Americans. Posteriormente con las sesiones junto con John Lennon en enero de 1975, produjeron "Fame" y "Across the Universe", descartando "Who Can I Be Now?", "It's Gonna Be Me" y "John, I'm Only Dancing (Again)".
"Who Can I Be Now?" fue publicada por primera vez en la reedición de Young Americans por parte de Rykodisc en 1991. Fue la primera de las tres canciones extras, las otras siendo "It's Gonna Be Me" y "John, I'm Only Dancing (Again)".
The Gouster – la visión original para las grabaciones de 1975 – fue publicada en 2016, como parte de la caja recopilatoria Who Can I Be Now? (1974–1976). La canción también fue utilizada durante los vídeos promocionales para el álbum.

## Créditos
Créditos adaptados desde the Bowie Bible.
- David Bowie – voz principal y coros
- Carlos Alomar – guitarra eléctrica
- Mike Garson – piano
- David Sanborn – saxofón alto
- Willie Weeks – bajo eléctrico
- Andy Newmark – batería
- Luther Vandross, Ava Cherry – coros